# 利尻山
利尻山（日语：／ Rishiri-zan）位于日本北海道利尻岛，標高1,721公尺，是跨越利尻町及利尻富士町的成層火山、獨立峰。位於利尻禮文佐呂別國立公園內，為日本百名山、新日本百名山、花之百名山及新花之百名山之一。
「利尻」源自阿伊努語的「ri-sir」（高的島），即是指利尻山。白色戀人的標誌為此山。利尻岳山麓的甘露泉水被選入名水百選。

## 概要
國土地理院其命名为利尻山，此外经常被人们称为「利尻岳」、「利尻富士」、「利尻火山」。山上有高山植物生長，夏季多登山客。
利尻山的火山運動從約20萬年前開始，約4萬年前左右形成現在的樣貌。自從8千～2千年前在南山麓形成低平火山口與火山渣錐後，利尻山未再出現火山活動。由於休止時間長，山頂的火山地形被嚴重侵蝕，利於科學家觀察火山的內部構造。

## 甘露泉水
甘露泉水（日语：／ Kanrosensui）是利尻登山路線之一的鴛泊路線三合目一帶的湧水。全年水溫維持在約5.5度左右。1985年（昭和60年）入選環境省名水百選。
此地設有簡易設施可供登山客飲用。

## 登山史
1890年，紀伊國修驗者天野磯次郎從鴛泊登上北峰安置不動明王。翌年1891年，水科七三郎與和田雄治登山測量，1899年10月10日陸地測量部館潔彥登上長官山設置一等三角點。
鬼脇路線是在1917年由鬼脇村居民齊藤熊藏、集藏父子開拓，1921年完成。
1936年12月30日至1937年1月6日，北海道大學照井孝太郎等四人從鴛泊路線完成首次冬季登頂。冬季首次單獨登頂則是1951年2月1日的登步溪流會川上晃良。南稜初登頂是1952年7月16日的登步溪流會三人。

## 登山
山頂分為北峰（1,719m）與南峰（1,721m），因最高峰南峰的登山道已崩塌，一般登山者都是選擇北峰為登頂目標。攀岩場地有西壁、東壁、南稜與仙法志稜。晴天時，從南北山頂可見大部分的利尻島、禮文島、道央與道北山群、樺太（庫頁島）、樺太東南方的海馬島（莫涅龍島）等。

### 登山道
登山道有從利尻富士町鴛泊利尻北麓野營場（三合目）出發的鴛泊路線、從利尻町沓形的見返台園地（五合目）出發的沓形路線、以及從利尻富士町鬼脇的林道出發的鬼脇路線。
鴛泊路線是最多登山者攀登的路線，沓形路線是從五合目出發，距離較短，但是路途險峻，較適合專業人士攀登。鬼脇路線崩塌嚴重，七合目以上禁止進入。
登山路線沒有廁所，但鴛泊路線、沓形路線有場地可讓登山客使用攜帶式便器。登山客須將攜帶式便器帶下山，不可置於山上。

### 登山道的荒廢
利尻山是由軟弱的火山噴出物所組成，近年因登山客增加，造成登山道下陷。利尻山登山道等維持管理連絡協議會為了保護環境，希望登山客能遵守使用攜帶式便器、 蓋上容器、 勿踩踏或坐在植物上的利尻規定。

## 照片

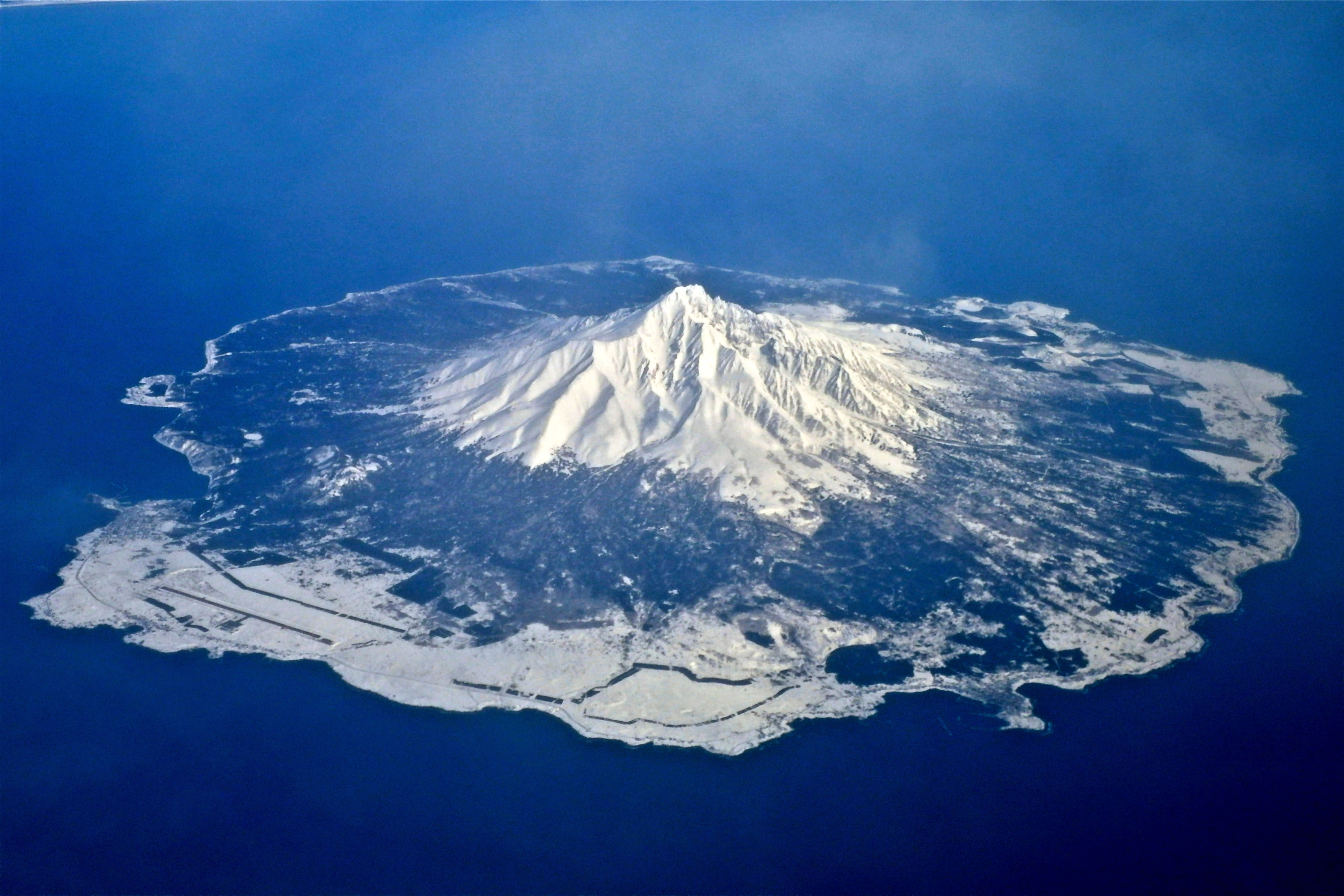
利尻島與利尻山
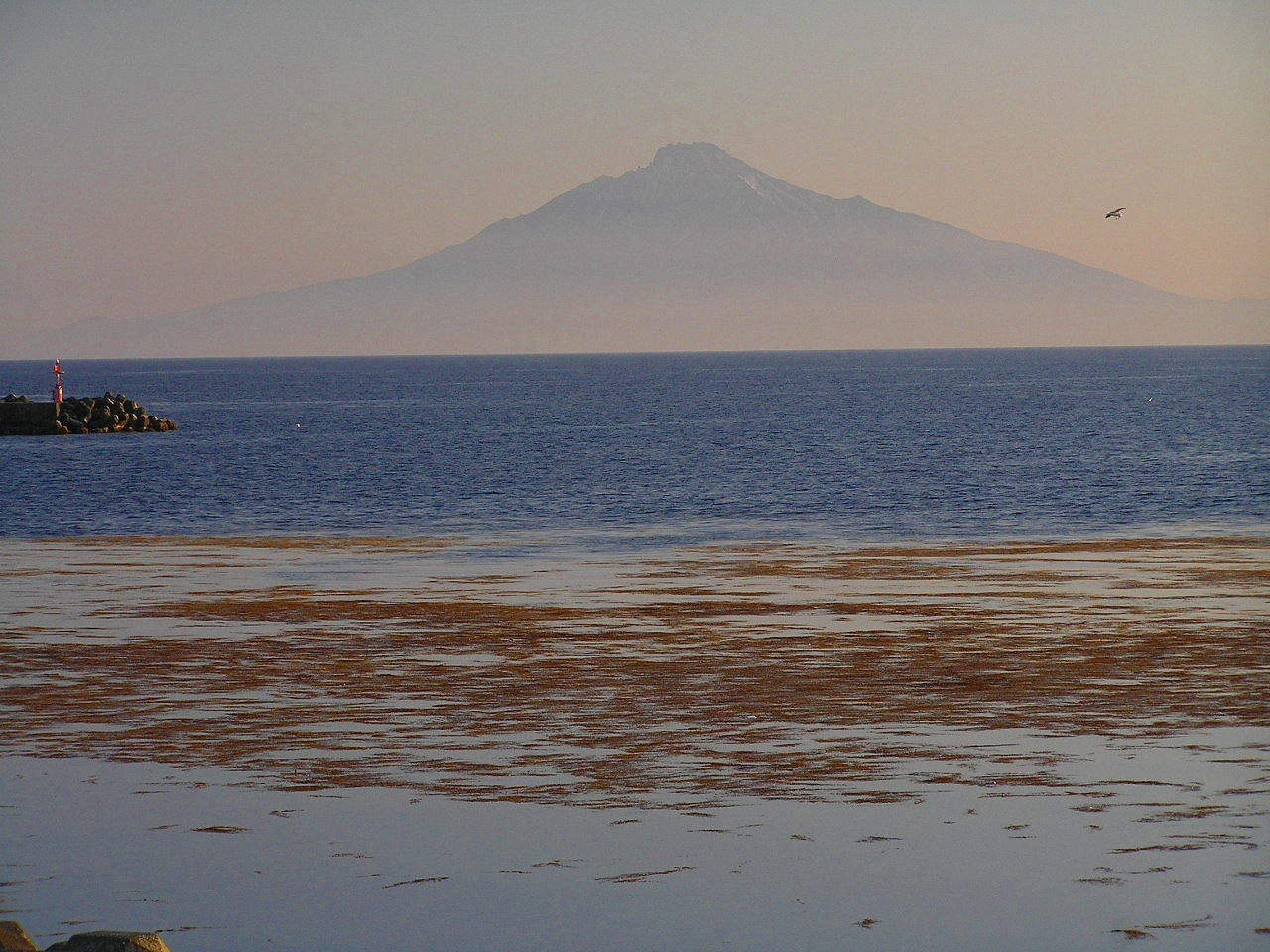
初夏於野寒布岬所見的利尻富士
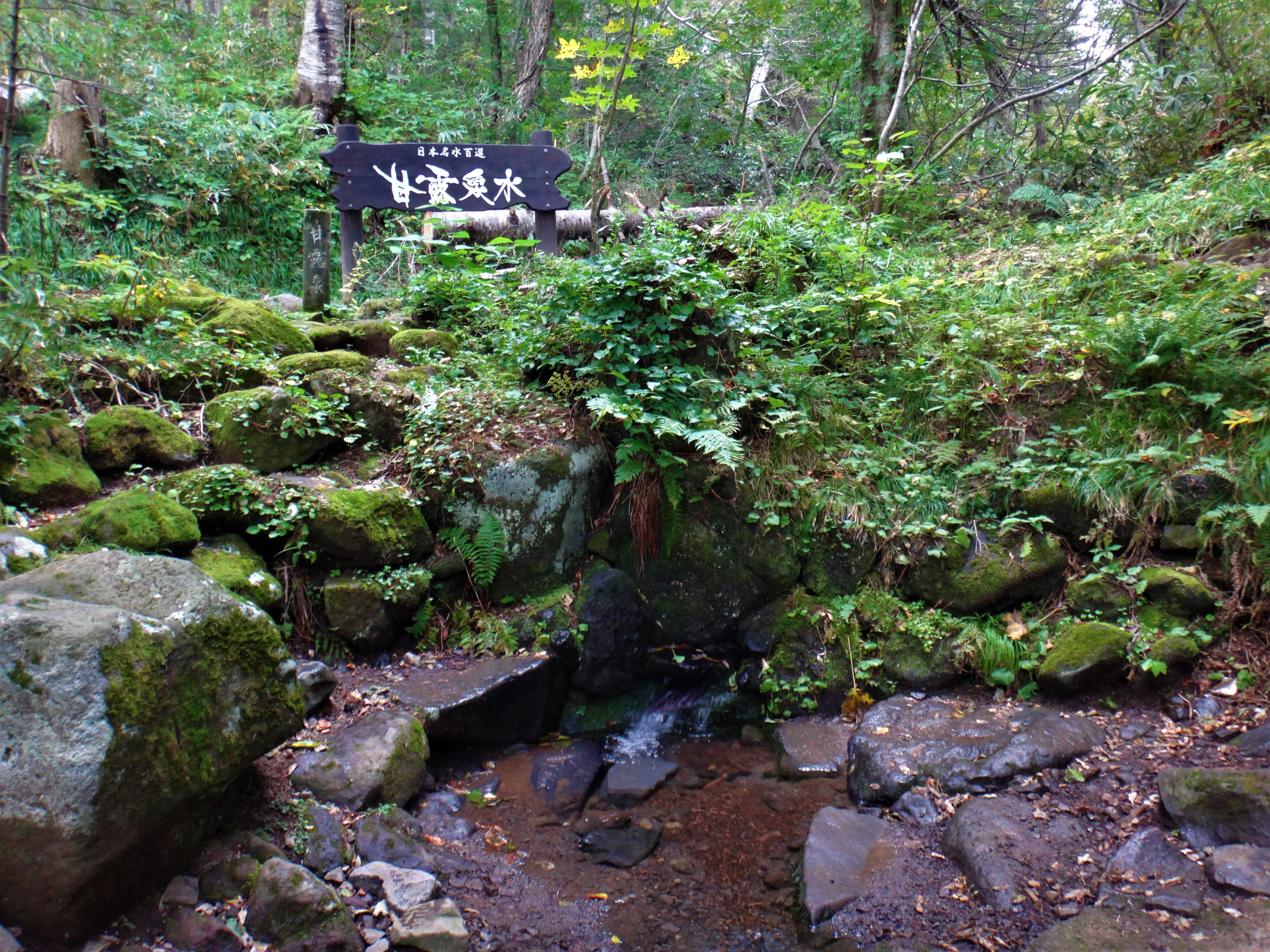
北麓野營場附近的甘露泉水
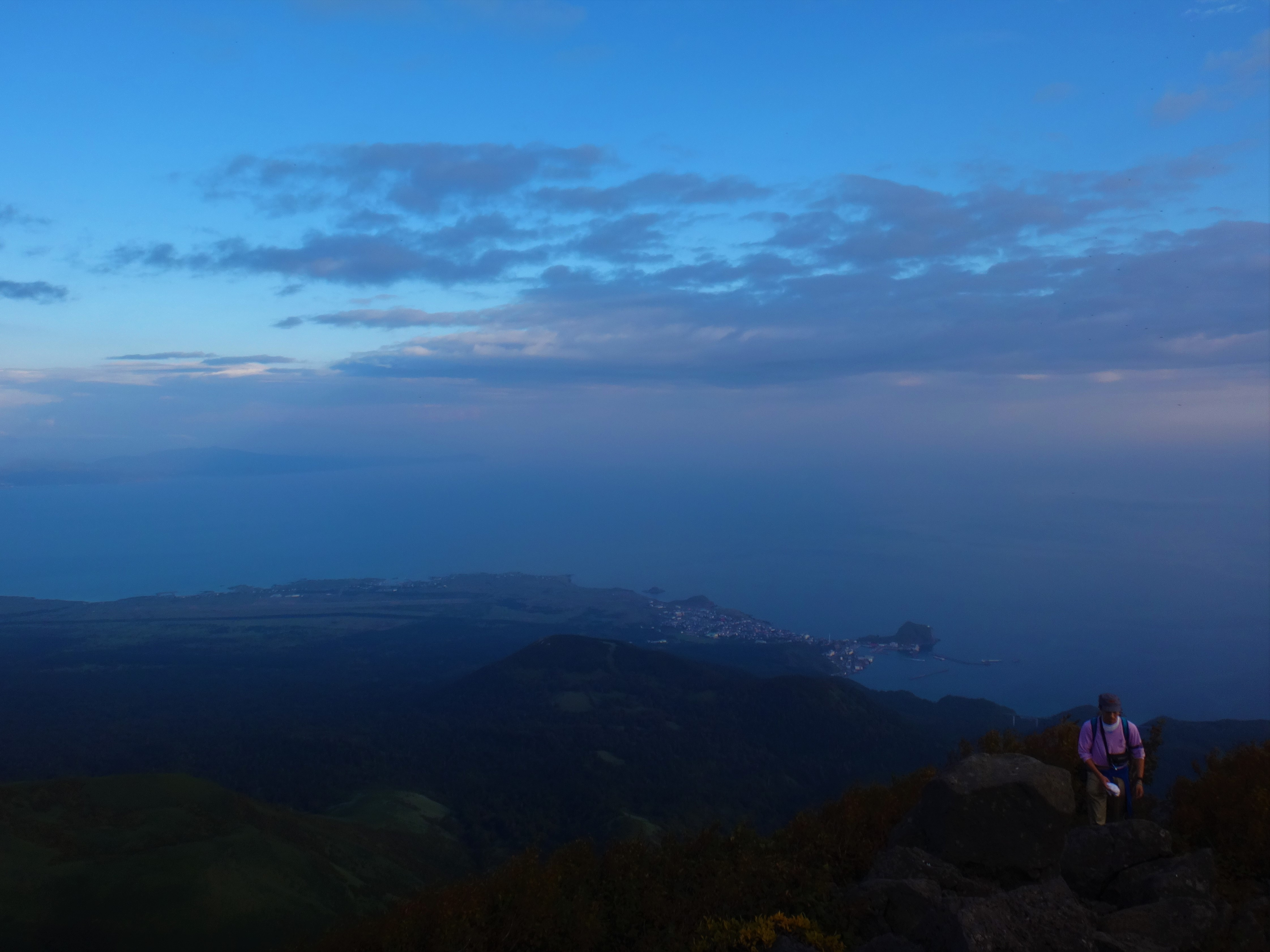
凌晨的鴛泊路線
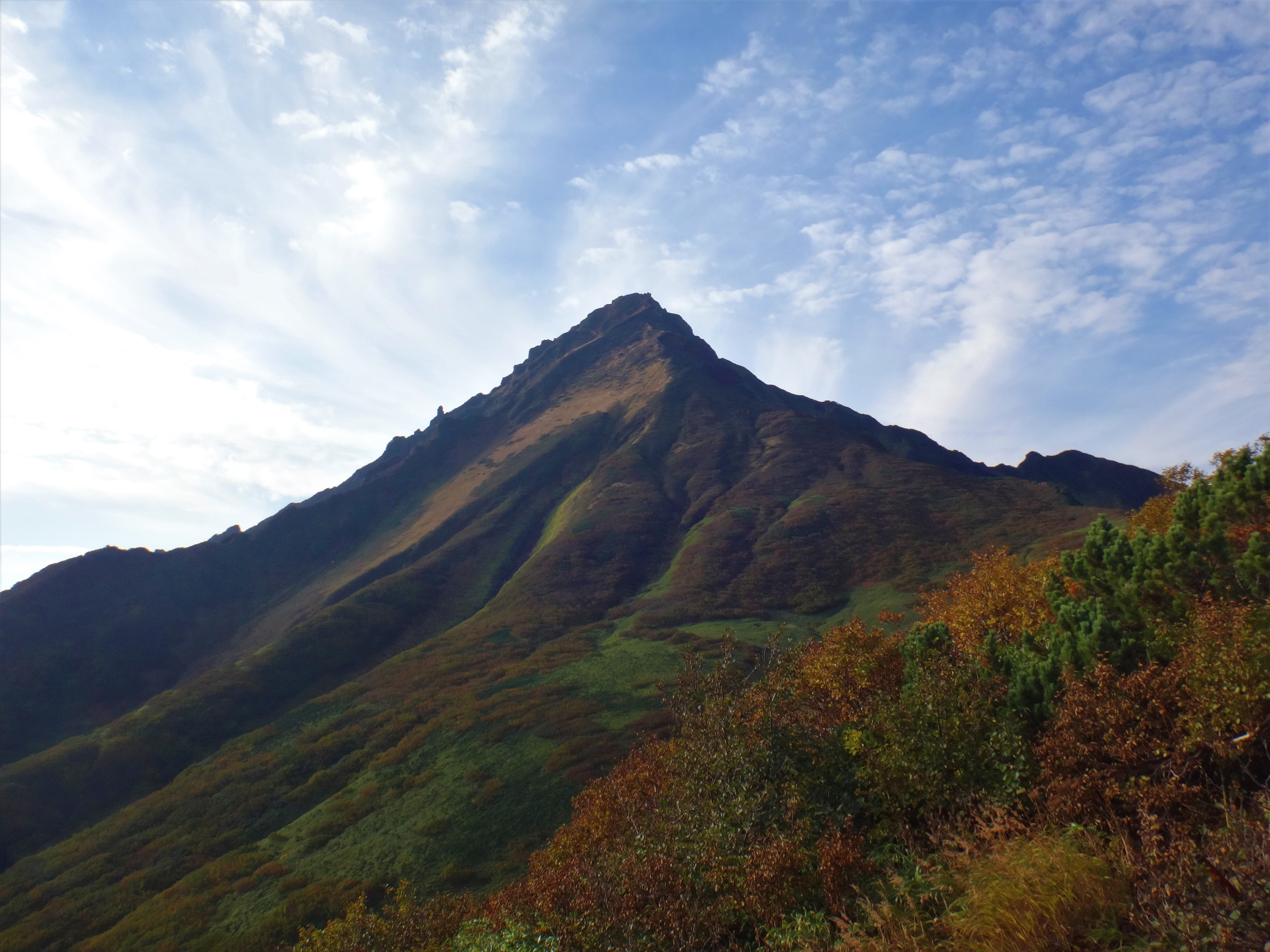
八合目、長官山所見的利尻山
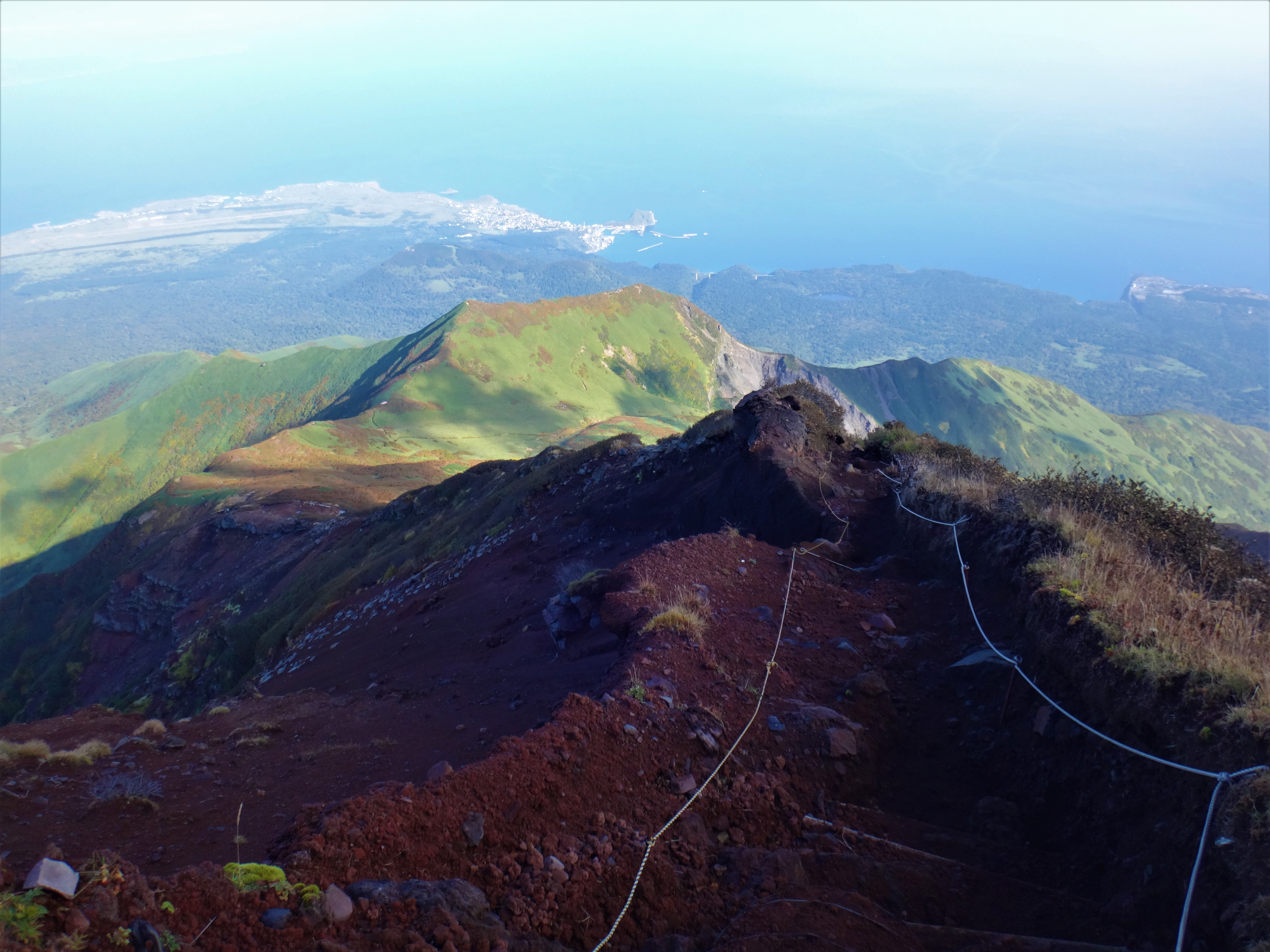
九合目的陡坡
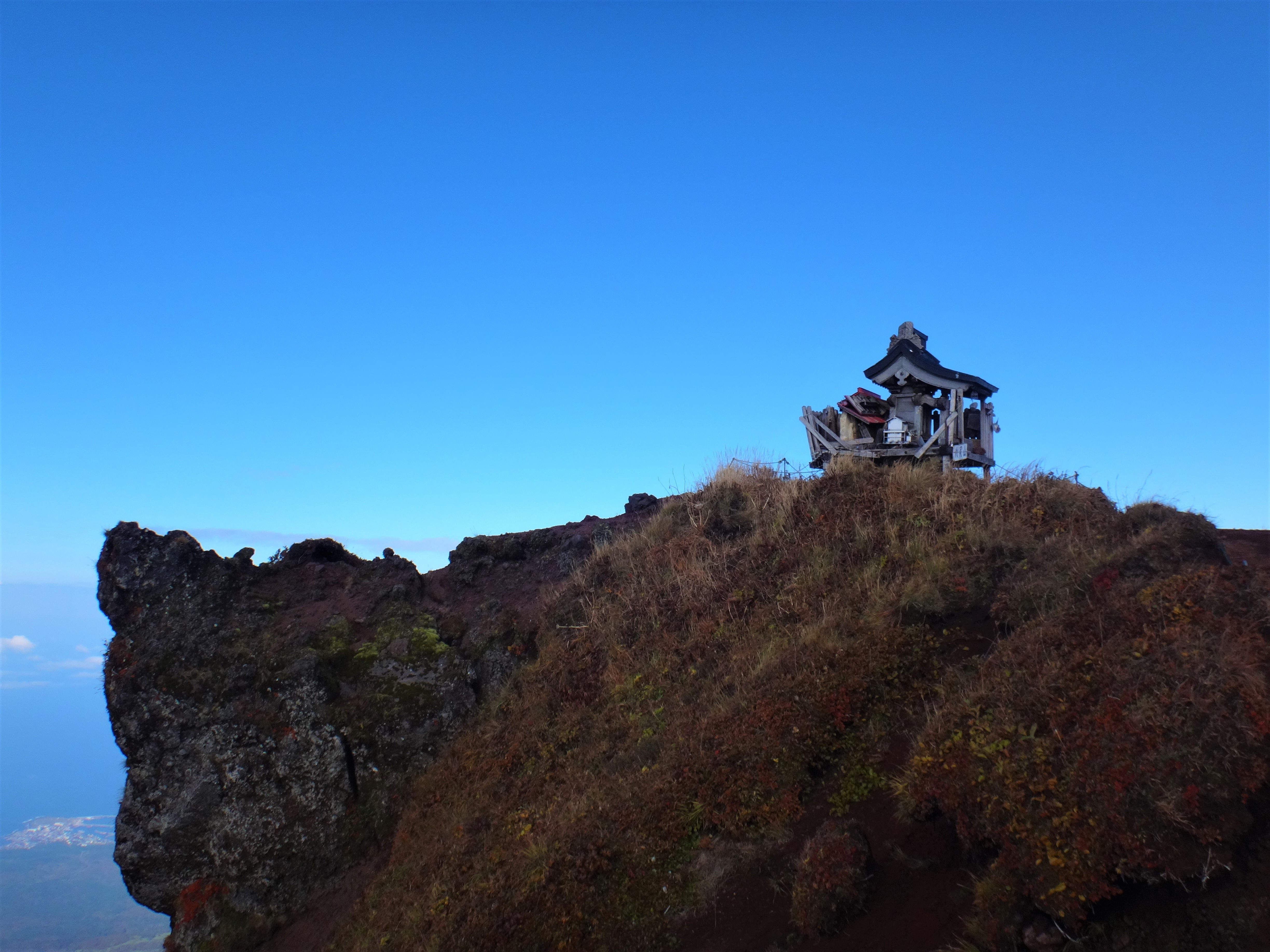
利尻山山頂
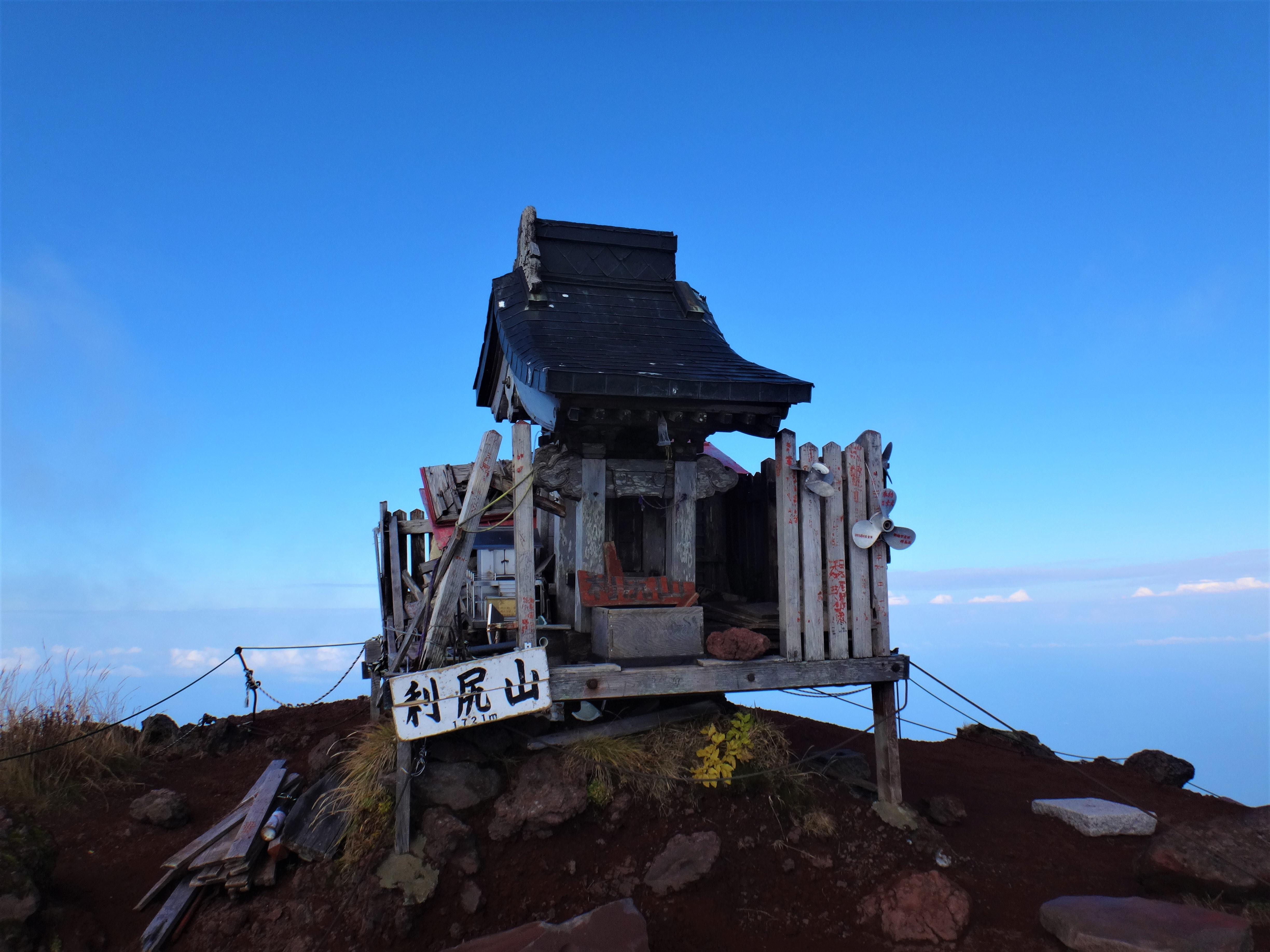
山頂的利尻山神社奧宮
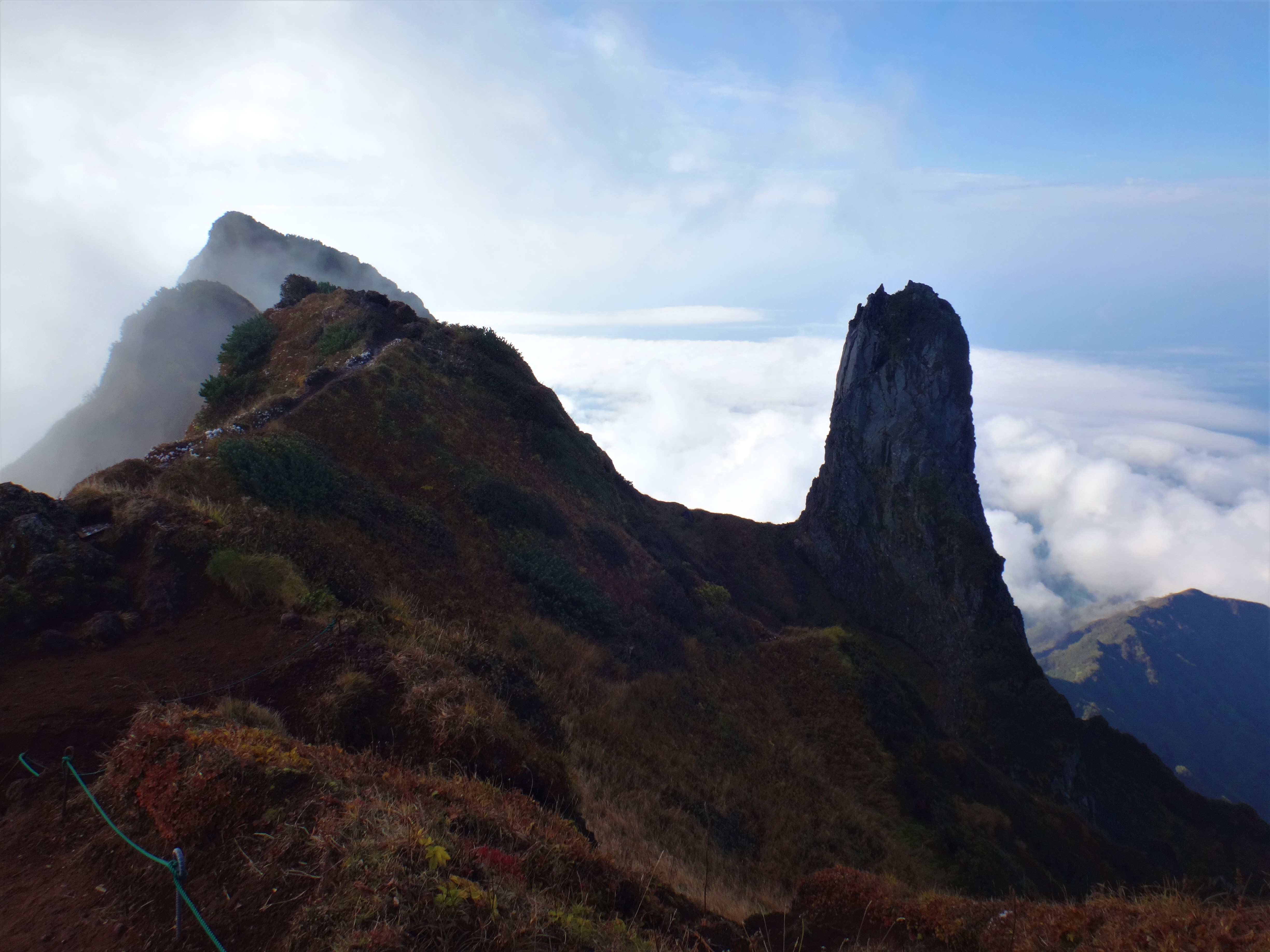
北峰所見的南峰與蠟燭岩
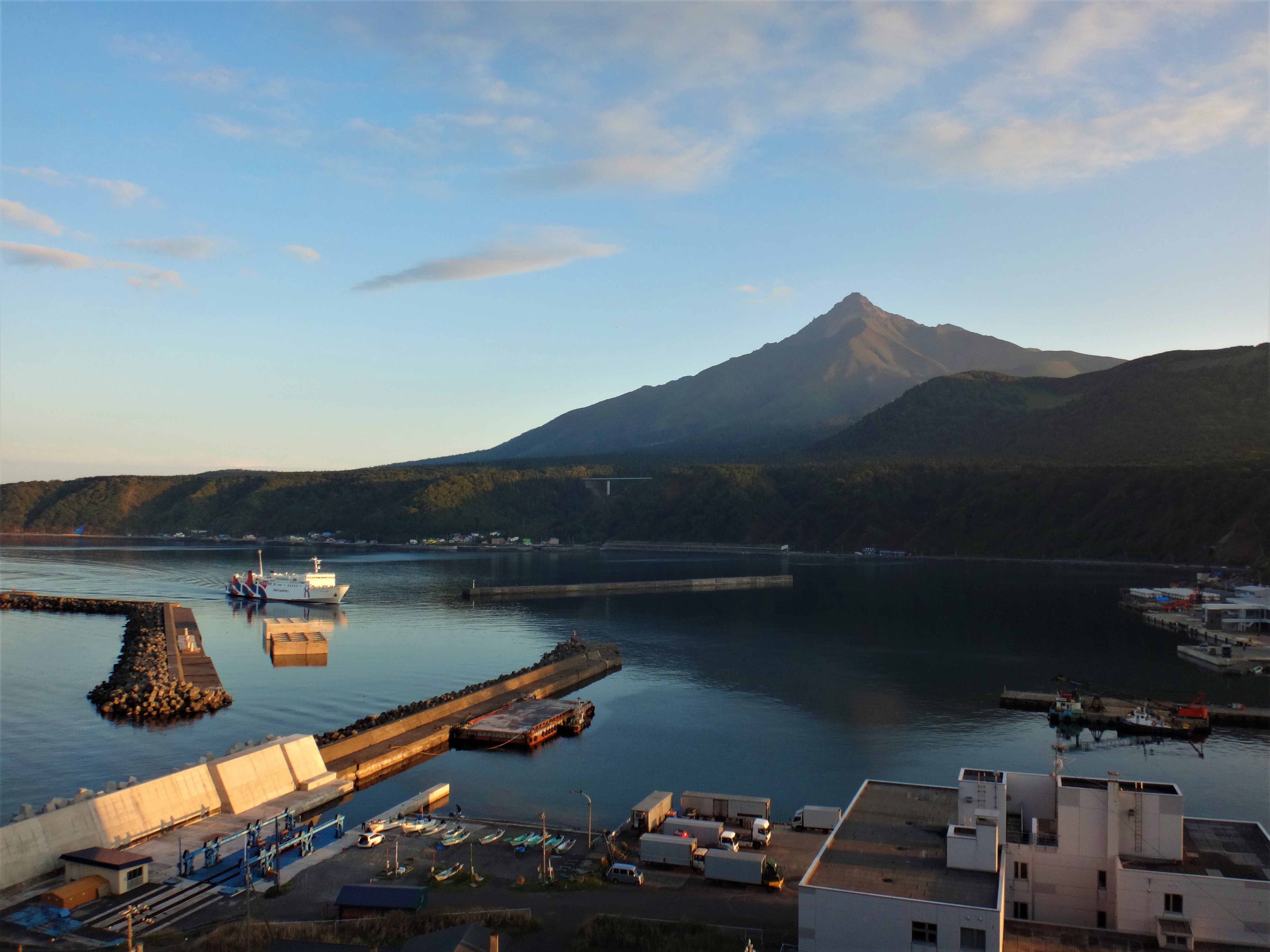
鴛泊港所見的利尻山
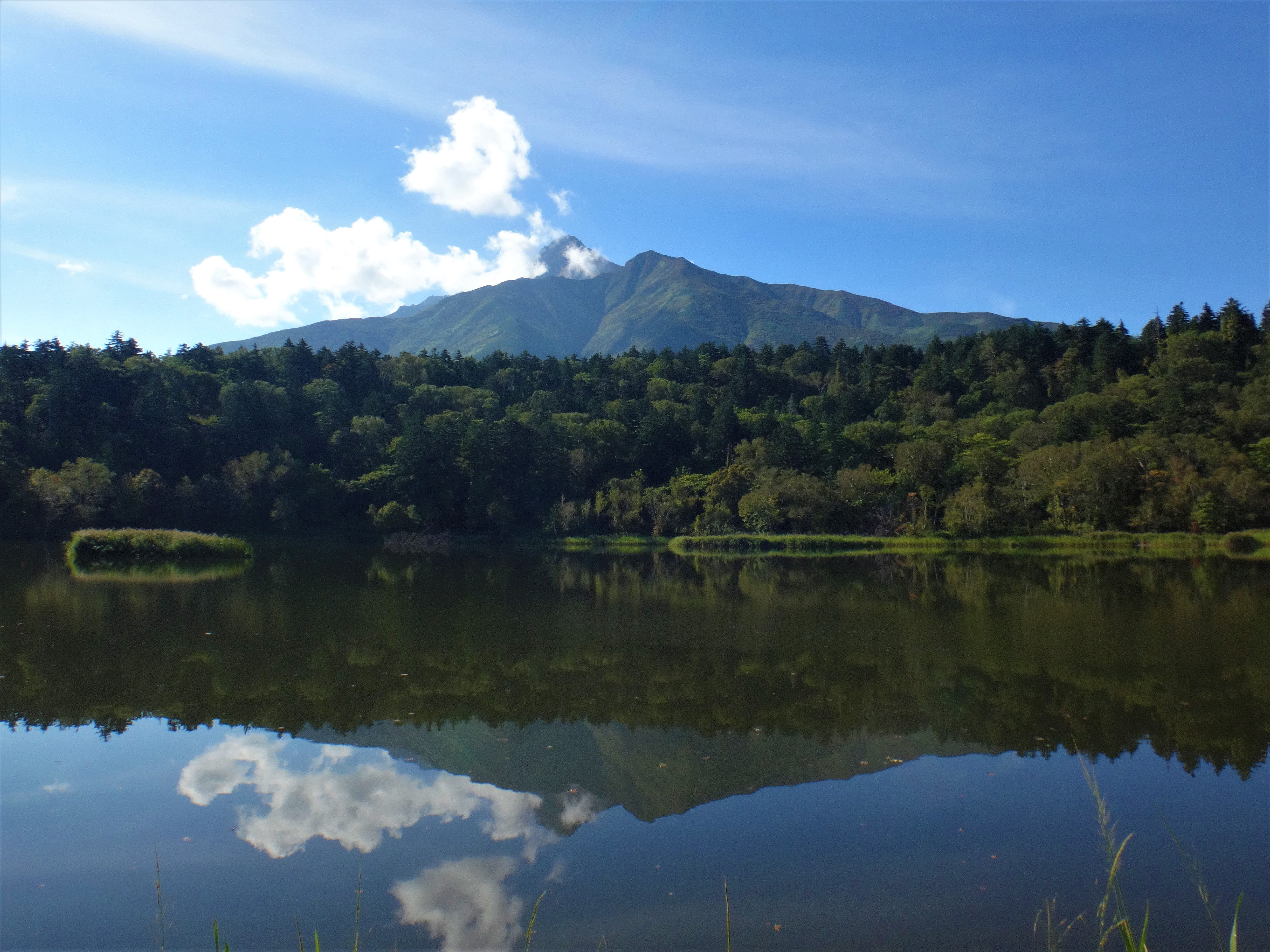
姬沼所見的利尻山
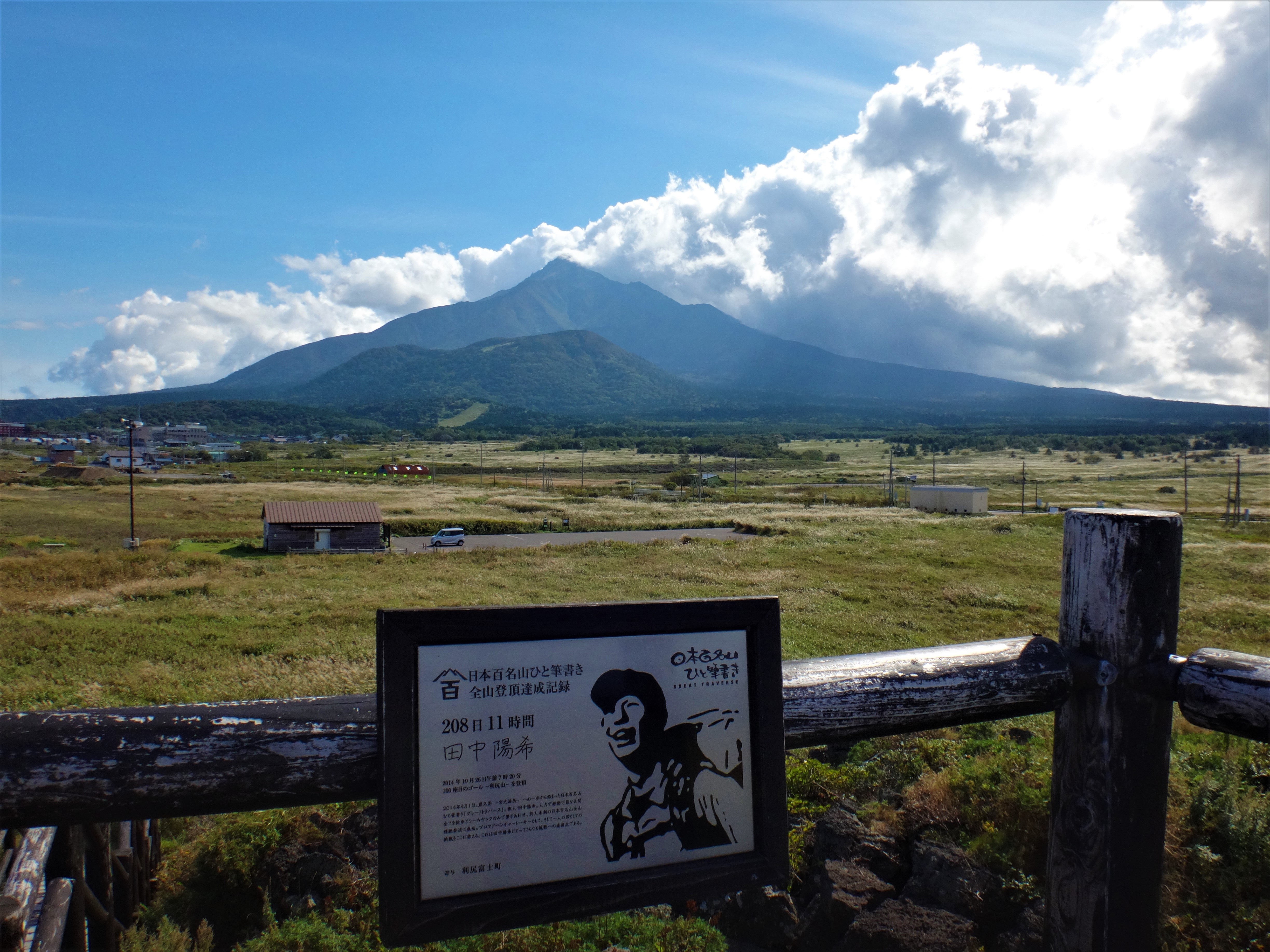
富士野園地所見的利尻山
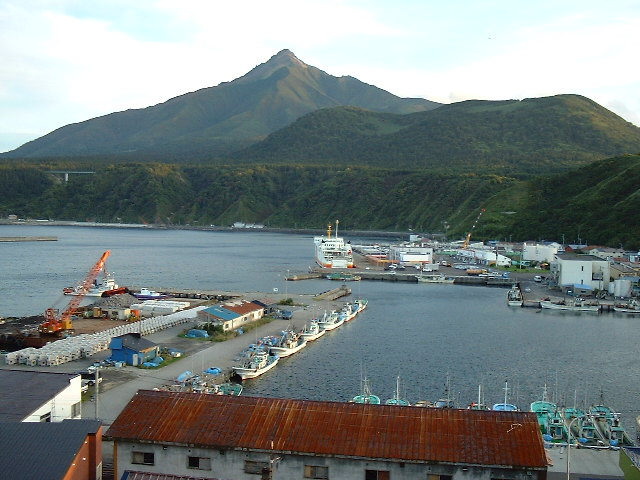
ペシ岬（日语：ペシ岬）所見的利尻富士
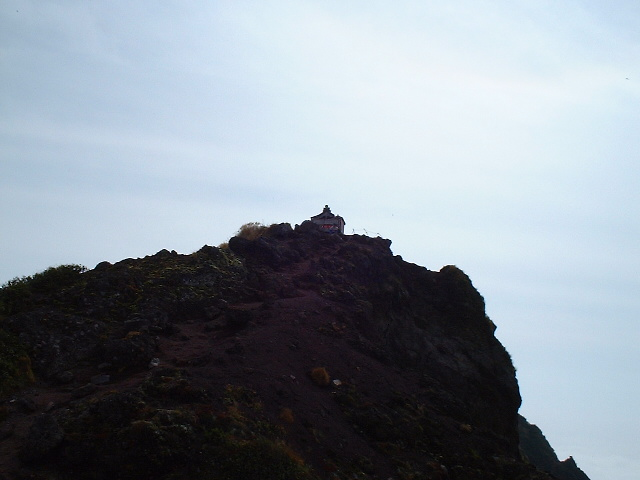
利尻富士山頂下方
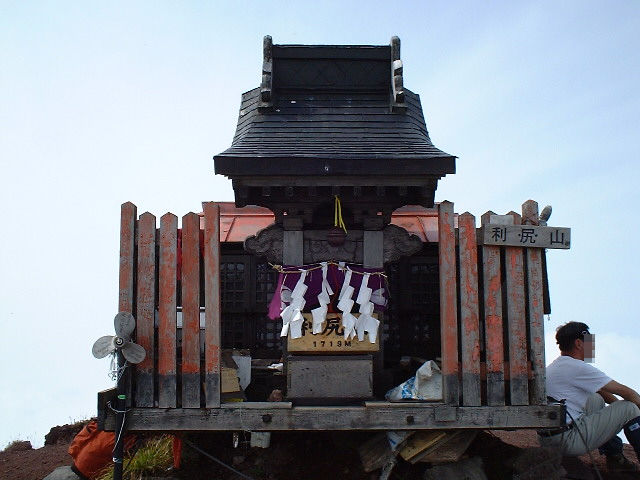
山頂的利尻山神社奧宮

## 備註
1. ↑  地図閲覧サービス 2万5千分1地形図名：鴛泊(天塩)（国土地理院、2010年12月30日閲覧）
2. ↑  日本の主な山岳標高：北海道（國土地理院、2010年12月28日閲覧）
3. ↑  『日本百名山』　深田久弥（著）、朝日新聞社、ISBN 4-02-260871-4、pp321-324
4. ↑  『新日本百名山登山ガイド〈上〉』　岩崎元郎（著）、山と溪谷社、ISBN 4-635-53046-9
5. ↑  『花の百名山』（愛蔵版）　田中澄江（著）、文春文庫、ISBN 4-16-352790-7
6. ↑  『新・花の百名山』　田中澄江（著）、文春文庫、ISBN 4-16-731304-9、
7. ↑  甘露泉水 （页面存档备份，存于）(環境省選定 名水百選)
8. 1 2 3 4 5  安田(2010)、pp.183-187
9. ↑  利尻ルール （页面存档备份，存于） - 利尻山登山道等維持管理連絡協議会 - 、2014年10月閲覧